# Leopoldine von Sternberg

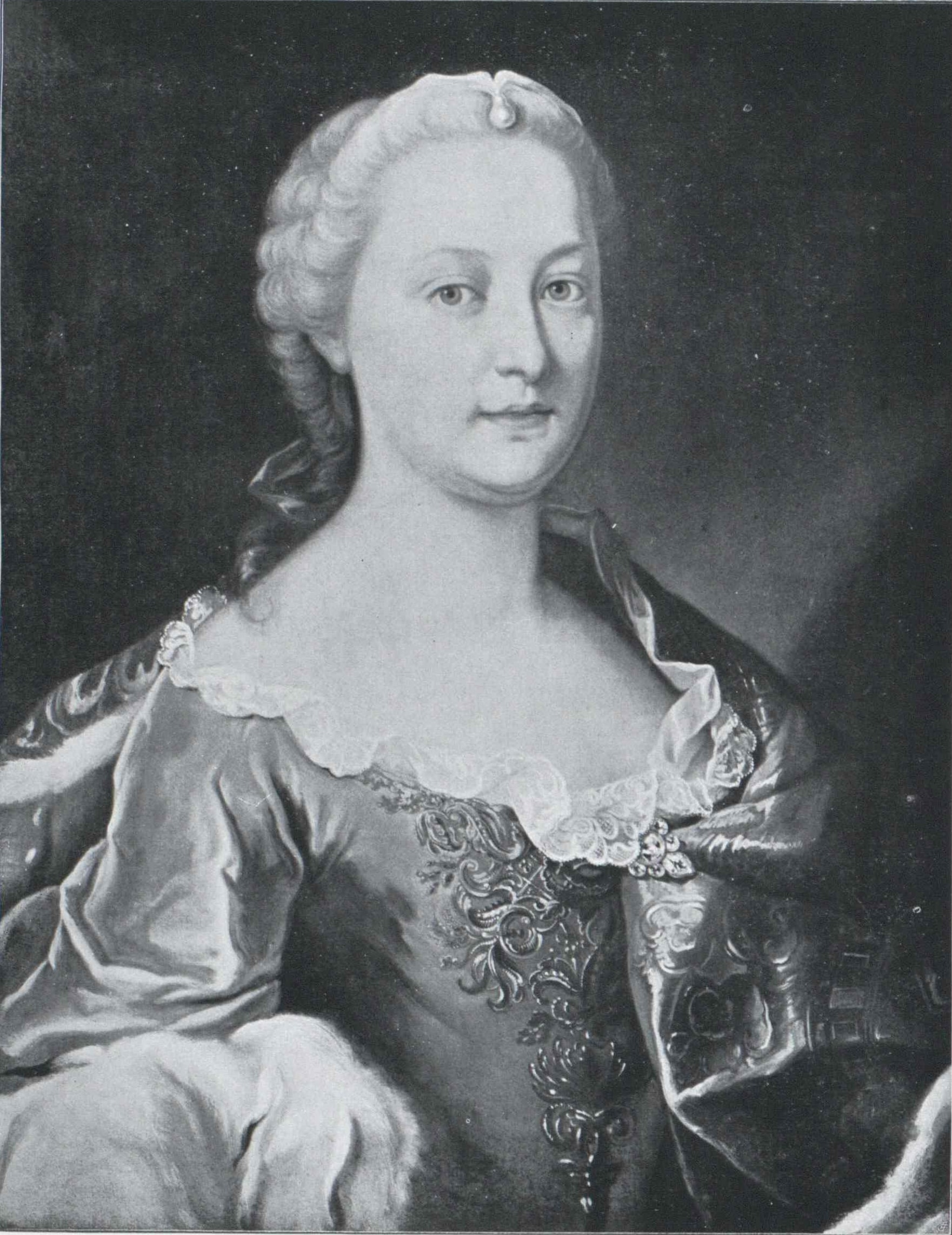
Leopoldine von Sternberg

Leopoldine von Sternberg (Maria Leopoldine),  född 11 december 1733 i Wien, död 1 mars 1809 i Feldsberg, var furstinna av Liechtenstein 1772-1781; gift 6 juli 1750 med furst Frans Josef I av Liechtenstein. Hon fungerade också som rådgivare åt kejsar Josef II. 
Hon var dotter till greve Franz Philipp von Sternberg och Leopoldine von Starhemberg. 
Efter makens död 1781 levde hon med sin yngsta dotter Maria Josepha Hermenegilde Esterhazy i Wien. Hon blev där medlem i en diskussionsklubb bestående av fem furstinnor under ledning av Eleonore av Liechtenstein, som samlade en och sedan fyra gånger per vecka för att diskutera statens angelägenheter med kejsar Josef II och fungera som hans rådgivare. Denna cirkel bestod av Eleonore av Liechtenstein (1745-1812), Maria Josepha von Clary und Aldringen (1728-1801), Maria Sidonia Kinsky von Wchinitz und Tettau (1729-1815), Leopoldine von Sternberg (1733-1809); utöver dem närvarade ofta ämbetsmännen greve Franz Moritz von Lacy (1725-1801) och furst Franz Xaver Wolfgang von Orsini-Rosenberg (1723-1796).